# Rhexidius cuspidatus
Rhexidius cuspidatus är en skalbaggsart som beskrevs av Schuster och Albert A. Grigarick 1962. Rhexidius cuspidatus ingår i släktet Rhexidius och familjen kortvingar. Inga underarter finns listade i Catalogue of Life.